# Llista de plantes cultivades
La FAO estima que en l'actualitat només 30 cultius proporcionen el 95% de les necessitats energètiquees de l'ésser humà i quatre d'ells (arròs, blat, dacsa i patates) en proporcionen el 60%. Es calcula que el nombre de varietats diferents d'arròs són més de 100.000. Als Andes es cultiven localment 175 varietats de patates.

## Plantes de les quals s'aprofita el gra

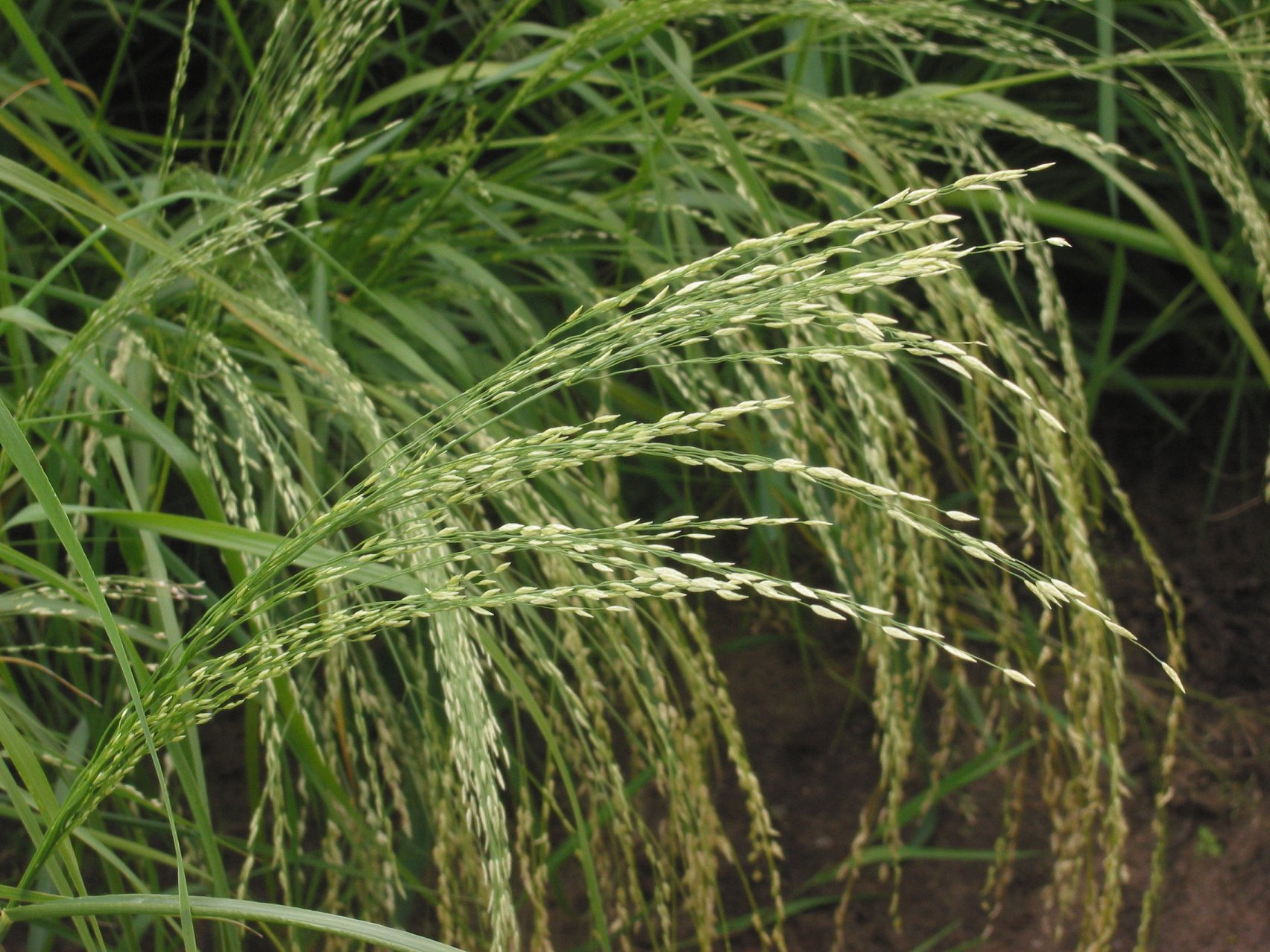
Espigues de tef

- Arròs
- Blat
- Blat de moro, dacsa
- Civada
- Espelta
- Mill
- Ordi
- Quinoa
- Sorgo, melca
- Sègol
- Tef
- Triticale

## Plantes aprofitades per l'arrel o tubercle

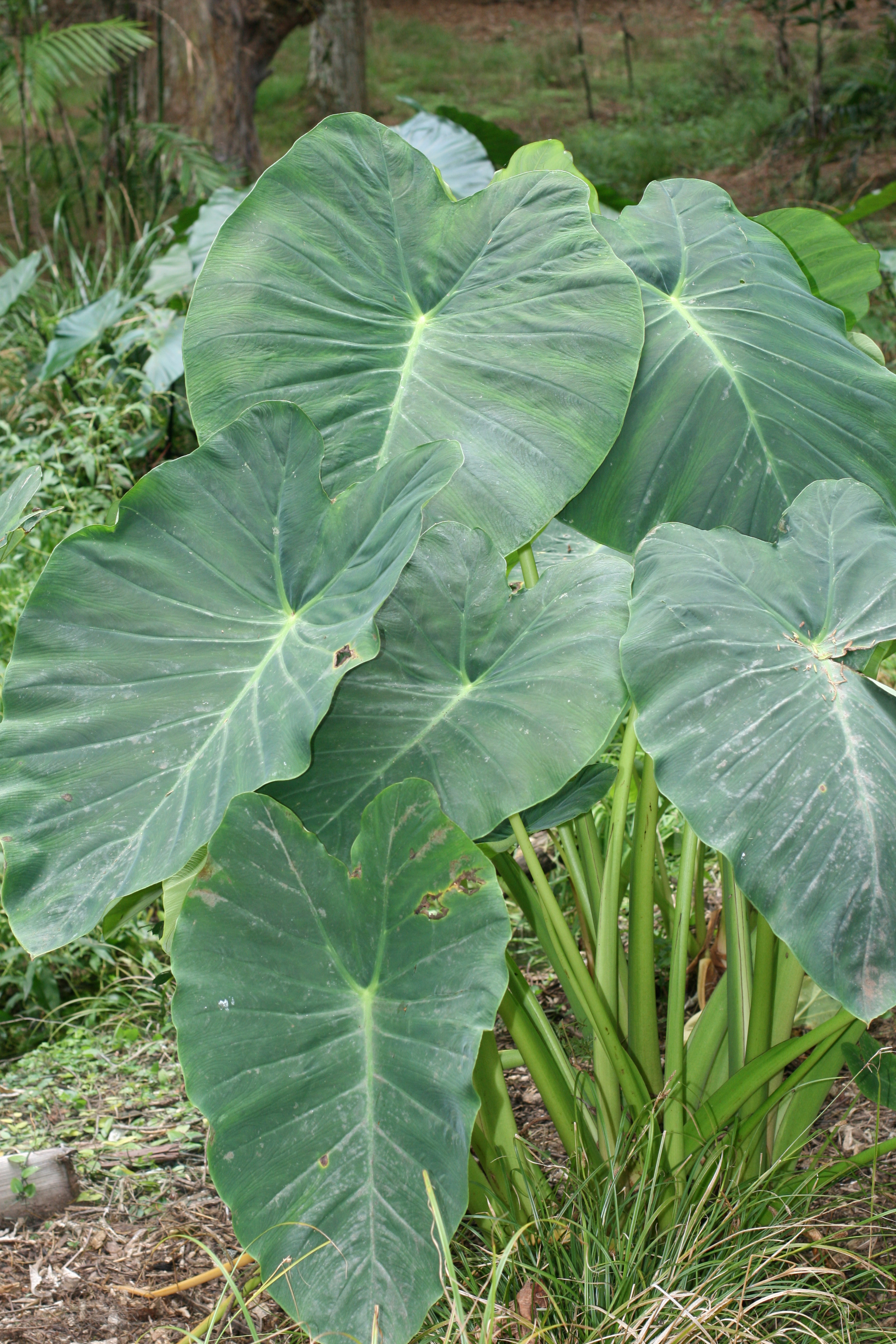
Planta de taro

- All
- Ceba
- Escurçonera de nap
- Moniato
- Nap
- Nyam
- Nyàmera
- Pastanaga, safanòria
- Patata, creïlla
- Rave
- Salsifí
- Tapioca
- Taro
- Xirivia

## Plantes lleguminoses de gra sec o tendre
- Cigró
- Guixa
- Llentilla
- Llobí
- Mongeta
- Pèsol
- Veça

## Plantes d'aprofitament industrial

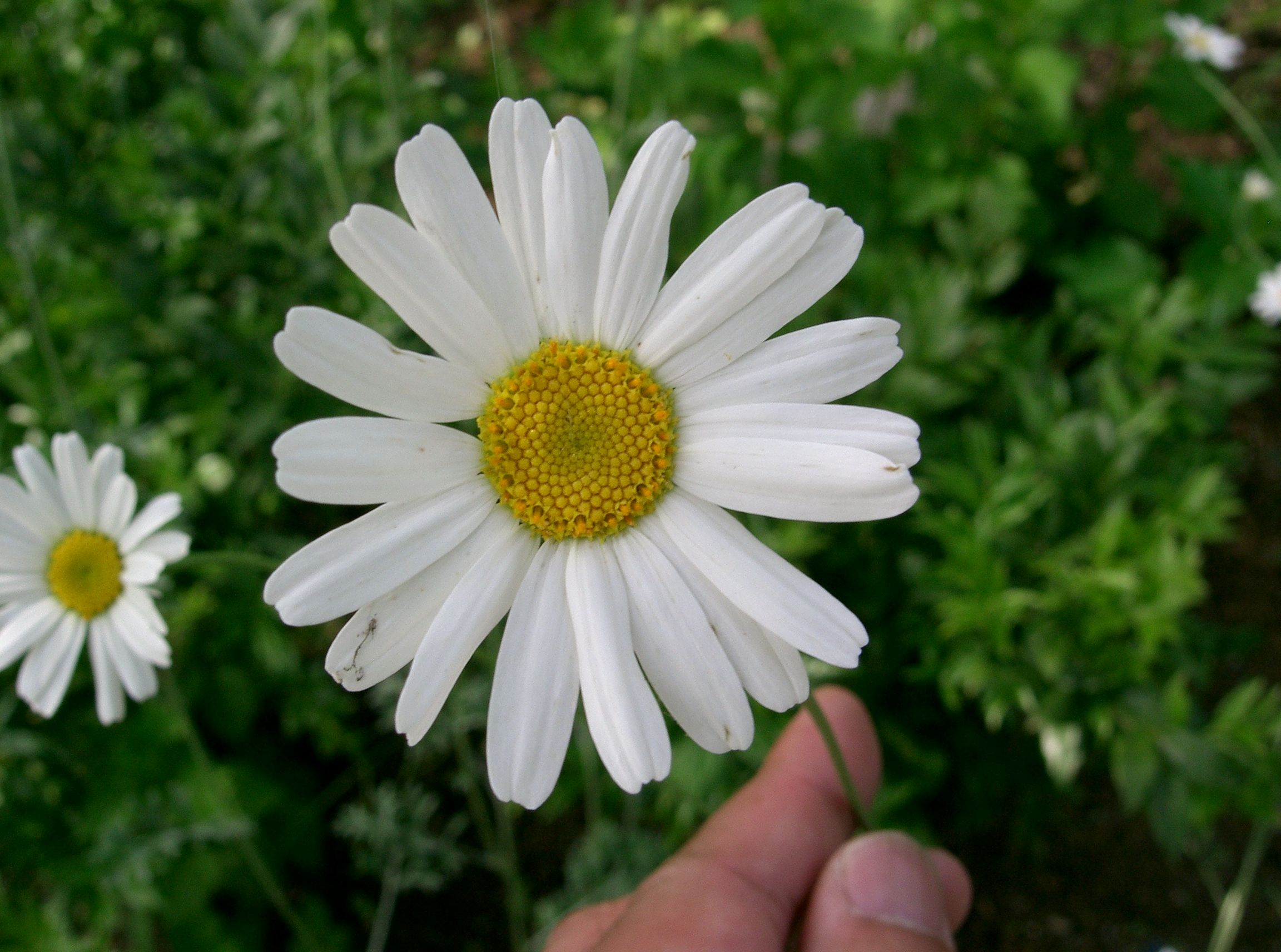
Pyrethrum serveix per fer insecticides naturals

- Abacà (Musa textilis)
- Anís
- Bambú
- Cacauet
- cànem
- Canya de sucre
- Cascall
- Cocoter (Cocos nucifera)
- Colza
- Cotó
- Espart
- Espècies
- Gira-sol
- Jute
- Kenaf
- Lli
- Llúpol
- Mostassa
- Plantes per a olis essencials
- Pyrethrum
- Rami (Boehmeria nivea)
- Regalèssia
- Remolatxa sucrera
- Sisal (Agave sisalana)
- Soia
- Tabac
- Xicoira

## Plantes d'horta de consum humà
- Bròquil
- Card
- Carxofera
- Col de Brussel·les

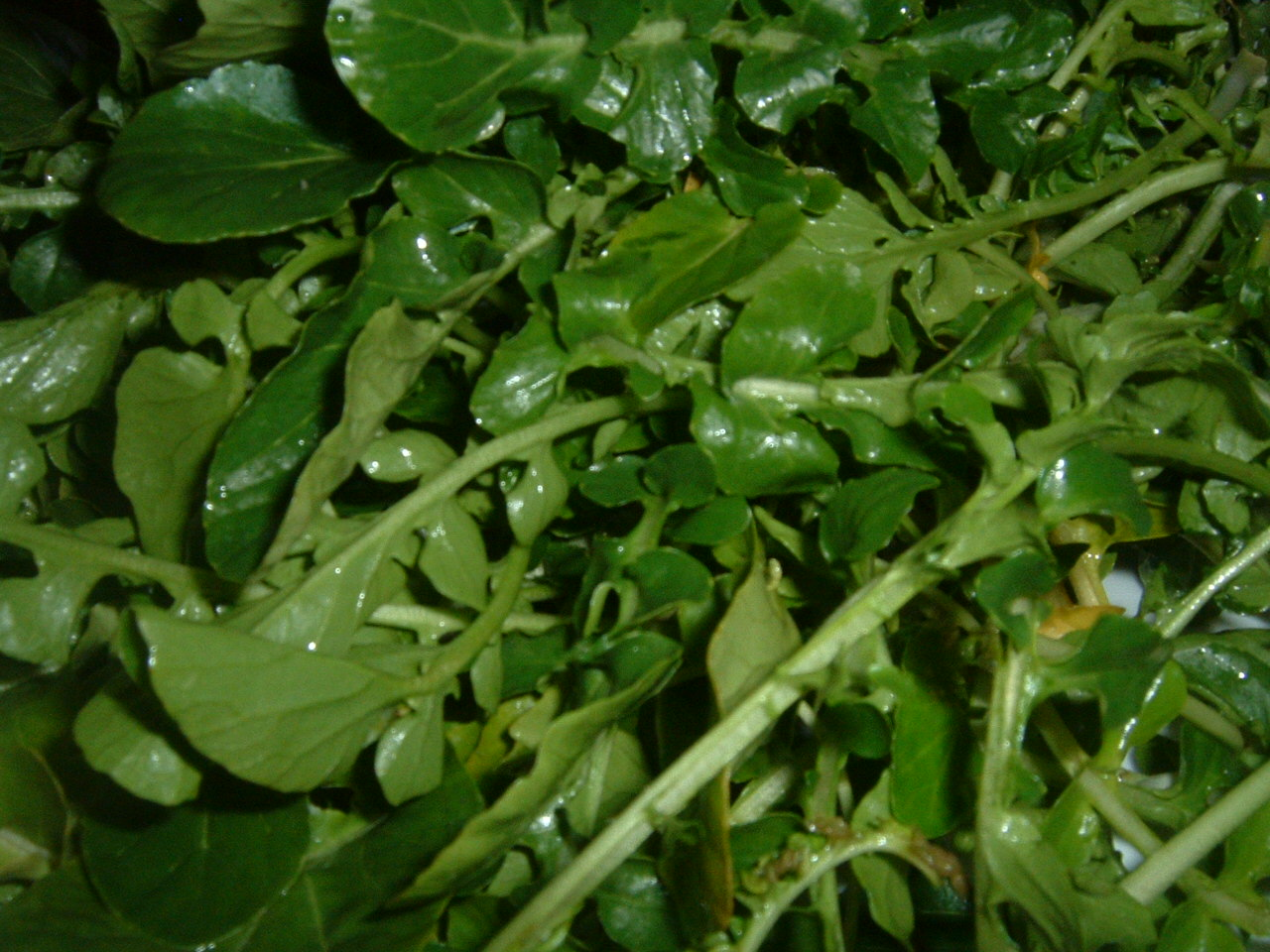
El creixen es conrea amb corrents d'aigua

- Cols (de cabdell, col xinesa, etc.)
- Coliflor
- Creixen
- Enciam
- Endívia
- Escarola
- Espàrrec
- Espinac
- Fonoll
- Porro
- Ruibarbre

## Plantes aprofitades pel fruit

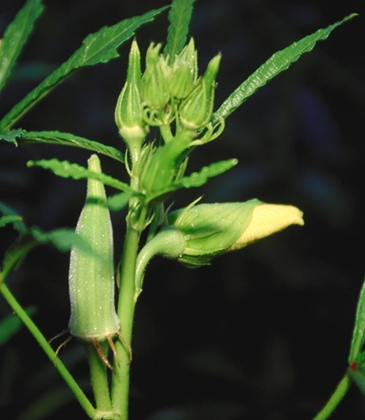
La planta d'ocra amb fruits

- Albergínia
- Api
- Carbassa
- Carbassó
- Cogombre
- Comí
- Comí de prat
- Meló
- Nap
- Okra
- Pebrotera
- Síndria, meló d'Alger
- Tomaquera

## Altres vegetals
- Planta ornamental
- Plantes farratgeres

## Conreus permanents
- Cítrics

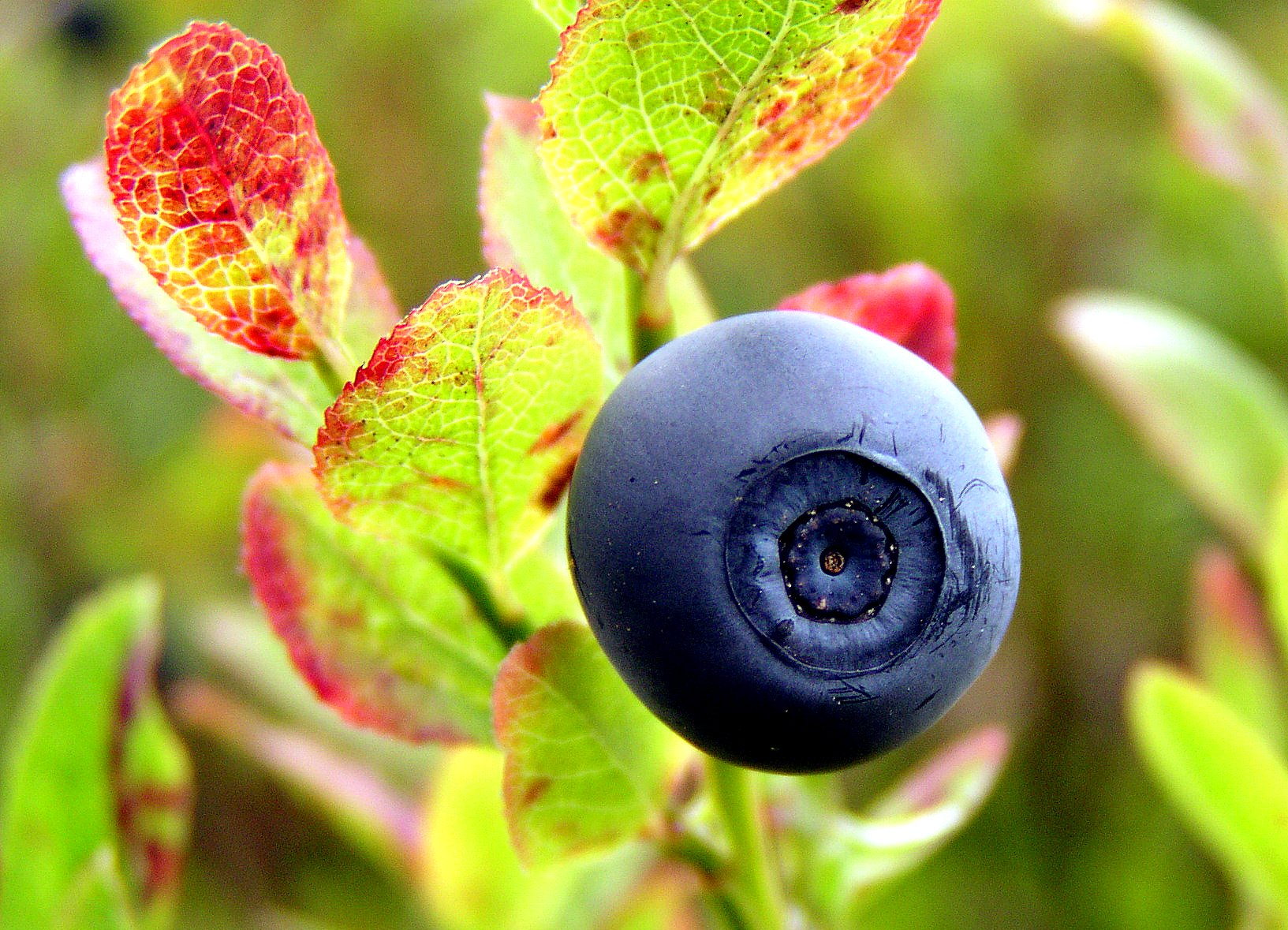
Un fruit de nabiu

- Fruits de llavor (codony, pera, poma)
- Fruits de pinyol (albercoc, cirera, préssec, pruna)
- Vinya
- Petits fruits (grosella, maduixot, móra, nabiu)
- Nous comestibles: ametlla, avellaner, macadàmia, noguera, pecan, pistatxer)
- Fruits tropicals: alvocat, banana, cocoter, dàtil, figuera, fruit del pa, litxi, magrana, mango, Monstera deliciosa, papaia, pinya tropical, tamarind, etc.)

## Begudes

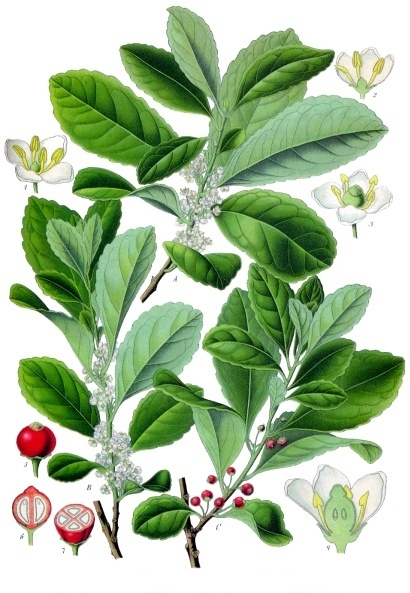
Il·lustració de l'herba mate

- Cacau
- Cafè
- Cola
- Herba mate
- Te

## Oleaginosos permanents
- Oli de palma
- Olivera
- arbre tung

## Conreus permanents productors de fibra
- Abacà,
- Canya,
- Kapok
- sisal

## Permanents fornidors d'altres productes
- Cautxú
- Hevea,
- Quebratxo blanc

## Altres conreus permanents

Flors i fulles de quina (Cinchona pubescens)

- Ornamentals 
  - Gessamí
  - Rosa
- Medicinals
  - quina
- Condiments
  - Gingebre
  - Safrà